# Kazachstania naganishii
Kazachstania naganishii är en svampart som först beskrevs av Mikata, Ued.-Nishim. & Hisatomi, och fick sitt nu gällande namn av Kurtzman 2003. Kazachstania naganishii ingår i släktet Kazachstania och familjen Saccharomycetaceae.   Inga underarter finns listade i Catalogue of Life.